# City (installation)
City är ett jordkonstverk i Garden Valley i ökenområdet Basin and Range i Lincoln County i Nevada i USA. 
Konstverket påbörjades 1972 av Michael Heizer och arbetet har pågått i omgångar till augusti 2022. Det är en av de största konstinstallationer som gjorts.
År 2016 planerades att City skulle öppnas för allmänheten 2020. År 2019 var planerna oklara. I augusti 2022 meddelades att det skulle öppna den 3 september, men endast för ett fåtal personer åt gången.

## Konstverket
Liksom Michael Heizers tidigare jordkonstverk Double Negative i Nevada från 1969 är City utfört i mycket stor skala. Det täcker ett område som är ungefär två kilometer långt och 400 meter brett. Det är skapat av jord, sten, sand och betong med avsikt att klara väder och vind under lång tid, och tillblivelsen sker med hjälp av tunga entreprenadmaskiner. Verket färdigställs i fem faser, var och en innehållande ett antal strukturer som benämns "komplex". Några av dessa strukturer når en höjd av 24,4 meter. Tillsammans ska dessa strukturer bilda en fästning av byggnader och abstrakta skulpturer.
I City blandas konstspråk från antika monument, minimalism och industriell teknologi. Michael Heizers fick inspiration till verket vid ett besök på Yucatan och studier av Chichén Itzá.
Verket finansieras av bland andra Dia Art Foundation och Lannan Foundation. Det ligger på ett väl tilltaget privat markområde, som ägs av Michael Heizer. År 2015 blev marken en del av det nyinrättade "Basin and Range National Monument", vilket innebär att det skyddas från exploatering som byggande av järnvägslinjer och kraftledningar.